# Tarachidia
Tarachidia is een geslacht van vlinders van de familie Uilen (Noctuidae), uit de onderfamilie Acontiinae.

## Soorten
- T. alata Smith, 1905
- T. albimargo Barnes & McDunnough, 1916
- T. albisecta Hampson, 1910
- T. albitermen Barnes & McDunnough, 1916
- T. bicolorata Barnes & McDunnough, 1912
- T. binocula Grote, 1875
- T. candefacta Hübner, 1827
- T. carmelita Dyar, 1914
- T. clausula Grote, 1882
- T. corrientes Hampson, 1910
- T. cuta Smith, 1905
- T. erastrioides Guenée, 1852
- T. flavibasis Hampson, 1898
- T. fumata Smith, 1905
- T. heonyx Dyar, 1913
- T. huita Smith, 1903
- T. libedis Smith, 1900
- T. margarita Schaus, 1904
- T. marginata Köhler, 1979
- T. mixta Möschler, 1890

- T. mora Köhler, 1979
- T. nannodes Hampson, 1910
- T. nigrans Köhler, 1979
- T. parvula Walker, 1865
- T. semibrunnea Druce, 1909
- T. semiflava Guenée, 1852
- T. tenuescens Smith, 1902
- T. tenuicula Morrison, 1874
- T. tortricina Zeller, 1872
- T. venustula Walker, 1865
- T. virginalis Grote, 1881
- T. viridans Schaus, 1904